# Plastyczność fenotypowa
Plastyczność fenotypowa – zdolność jednego genotypu do wytworzenia kilku alternatywnych fenotypów. O fenotypie wspólnie z genotypem decydują czynniki środowiskowe. Zmiana warunków środowiska może także prowadzić do zmiany fenotypu. Plastyczność fenotypowa jest jednym z podstawowych mechanizmów adaptacji i obejmuje szereg zmian morfologicznych, fizjologicznych i behawioralnych, obserwowanych u wielu organizmów. Zjawisko jest przedmiotem badań wielu dziedzin biologii, w tym genetyki, genomiki, biologii ewolucyjnej, ekologii, fizjologii i biologii rozwoju. Jest szeroko rozpowszechnione w przyrodzie i w różny sposób może wpływać na tempo ewolucji, przyspieszając ją, spowalniając lub nie zmieniając tempa zmian ewolucyjnych.

## Rośliny

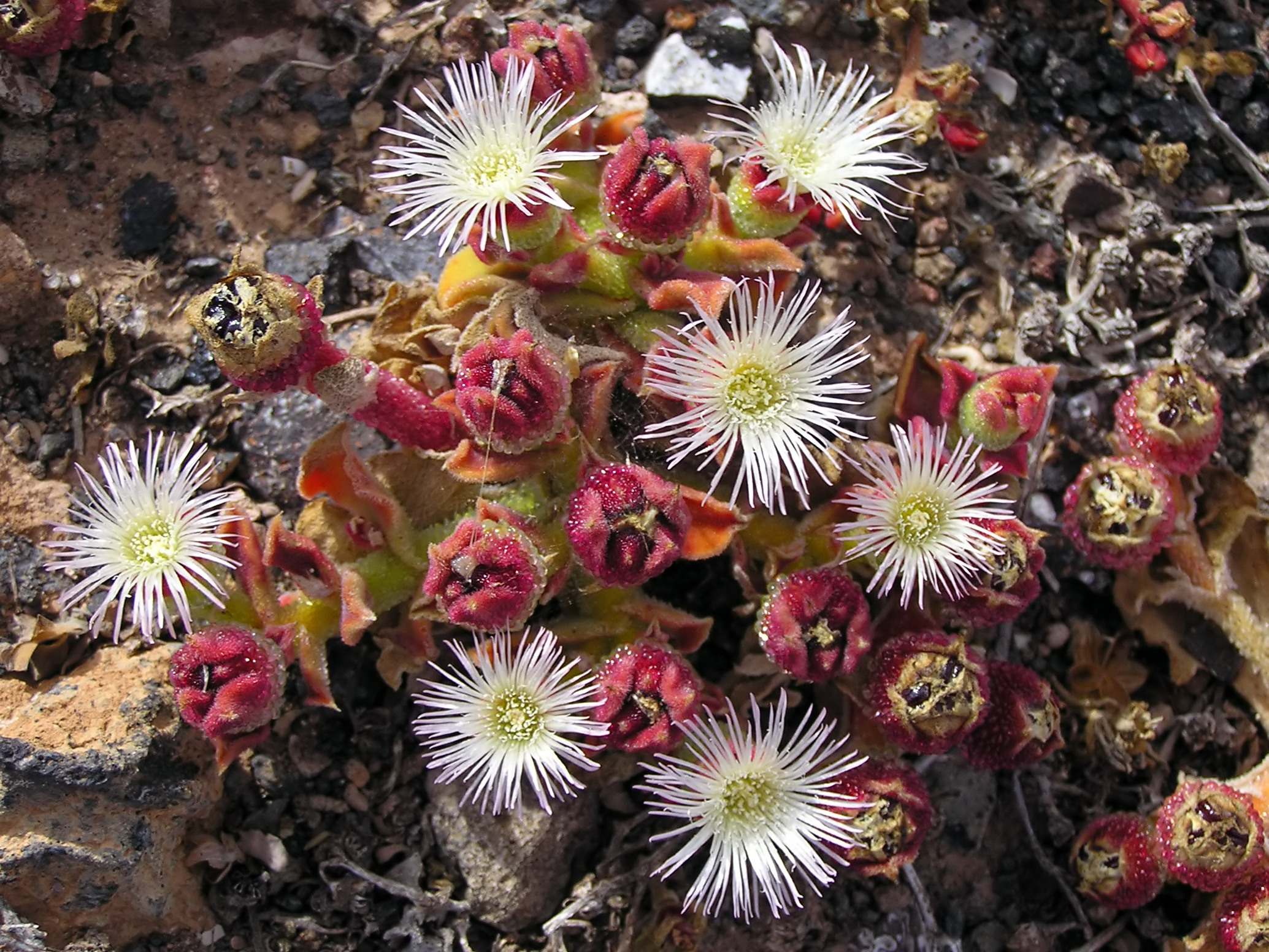
Mesembryanthemum crystallinum może przeprowadzać fotosyntezę C3 lub CAM w zależności od warunków środowiska

Zjawisko jest obserwowane u wielu grup organizmów, jednak ma szczególne znaczenie dla roślin, które są pozbawione możliwości przemieszczania się, a tym samym zmiany warunków życia. Rośliny dostosowują swoją morfologię, anatomię i fizjologię do warunków świetlnych przez odpowiednią budowę zewnętrzną i wewnętrzną liści, mogą wykazywać zjawisko heterofilii w zależności od warunków środowiska, przejawiają klejstogamię, wykazują zróżnicowane reakcje obronne w obecności roślinożerców, są zdolne do ruchów oraz konkurencji. Wszystkie te zjawiska są przykładem plastyczności fenotypowej. Zmiany morfologiczne i fizjologiczne mogą także następować w warunkach niskiego stężenia składników pokarmowych. Badania na Thellungiella halophila wykazały, że transporter białkowy ThHAK5 obecny jest w komórkach roślin rosnących w warunkach niedoboru jonów K+. Mesembryanthemum crystallinum, gatunek rośliny rosnący w ekosystemach z niedoborem wody, może w zależności od warunków środowiska przeprowadzać fotosyntezę C3 lub, gdy rośnie w miejscu suchym albo zasolonym, fotosyntezę CAM.

## Zwierzęta

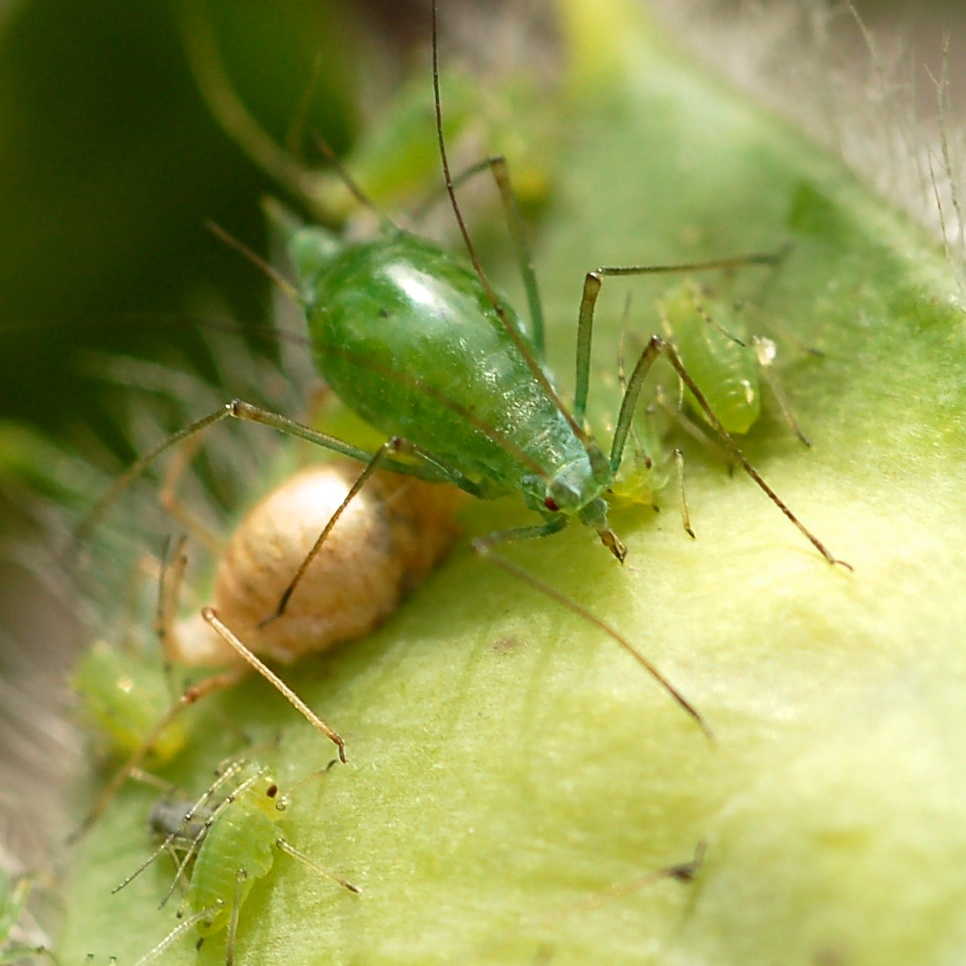
U mszyc Acyrthosiphon pisum pojawiają się uskrzydlone samice, gdy kolonia staje się zbyt liczna

Plastyczność fenotypowa przejawia się często również wśród zwierząt, szczególnie dużo przykładów można znaleźć wśród bezkręgowców. Mszyce z gatunku Acyrthosiphon pisum w zależności od warunków mogą zmieniać sposób rozmnażania z płciowego na bezpłciowy, a także wykształcać skrzydła, gdy zagęszczenie osobników na roślinie jest zbyt duże. Samce Pararge aegeria wykazują różnice morfologiczne oraz różne zachowania godowe w zależności od nasłonecznienia. Zmiany zwiększają ich szanse na znalezienie samicy i rozród. Wiele przykładów plastyczności fenotypowej można znaleźć też w zachowaniach człowieka.

## Adaptatywne znaczenie plastyczności fenotypowej
Zdolność genotypu do wytwarzania różnych fenotypów w odpowiedzi na zmianę warunków środowiskowych uważana jest za przystosowanie umożliwiające jednostce „dostrojenie” cech fenotypowych do aktualnych warunków środowiskowych i maksymalizację dostosowania w środowisku, które zmienia się w czasie i przestrzeni.
Adaptatywność plastyczności fenotypowej wiąże się z optymalizacją alokacji energii w odpowiedzi na zmiany warunków środowiskowych – stałe utrzymywanie kosztownych energetycznie adaptacji do określonych warunków środowiskowych, gdy warunków tych doświadcza organizm jedynie przez krótki, określony czas, jest nieopłacalne i nie może być uważane za strategię ewolucyjnie stabilną. Np. w przypadku dobowych migracji pionowych zooplanktonu (jeden z klasycznych przykładów indukowanej plastyczności fenotypowej), podejmowanych w reakcji na pojawienie się drapieżników, koszty są związane z ucieczką przed drapieżnikiem do suboptymalnego siedliska, jakim są chłodne, ubogie w pokarm wody meta- i hypolimnionu, w których tempo rozwoju i reprodukcji jest ograniczone. Dlatego, gdy nie ma zagrożenia ze strony drapieżników, zooplankton przebywa głównie w ciepłych i bogatych w pokarm wodach powierzchniowych.
Jak pokazują modele strategii wyboru siedliska, budowane w oparciu o teorię gier, populacja składająca się z osobników o większej plastyczności fenotypowej ma większe szanse na skolonizowanie i zdominowanie środowiska niż populacja z osobnikami nieplastycznymi, co więcej, plastyczność fenotypowa może łagodzić skutki konkurencji międzyosobniczej w populacji (np. dzięki podziałowi nisz).
Plastyczność fenotypowa nie zawsze i nie w całości musi mieć znaczenie przystosowawcze. W niektórych przypadkach może mieć charakter losowy i nie wiązać się z podwyższeniem dostosowania genotypu, który taką plastyczność (nazywaną wówczas „szumem rozwojowym” – wytwarzaniem różnych fenotypów przez ten sam genotyp w identycznych warunkach środowiskowych) przejawia. Szum rozwojowy traktowany jest często jako epifenomen, świadczący o sile presji doboru naturalnego na cechę (duży szum może świadczyć o słabej presji doboru na dana cechę, mały szum – o silnym, kierunkowym doborze), względnie jako wskaźnik stresu, którego w danych warunkach środowiskowych doświadcza organizm.